# Ostrov (okres Sobrance)
Ostrov je obec na Slovensku. Nachází se v Košickém kraji, v okrese Sobrance. Obec má rozlohu 11,12 km² a leží v nadmořské výšce 100 m. V roce 2011 v obci žilo 292 obyvatel. První písemná zmínka o obci pochází z roku 1336.

## Památky
- Římskokatolický kostel Nanebovstoupení Pána, jednolodní neogotická stavba s polygonálnym ukončením presbytéria a přistavěnou věží, ze začátku 20. století.